# Ischnocnema oea
Ischnocnema oea é uma espécie de anfíbio  da família Brachycephalidae. Endêmica do Brasil, onde pode ser encontrada nos estados de Minas Gerais, Rio de Janeiro e Espírito Santo.